# Capezoum capensis
Capezoum capensis är en skalbaggsart som beskrevs av Karl Adlbauer 2003. Capezoum capensis ingår i släktet Capezoum och familjen långhorningar. Inga underarter finns listade i Catalogue of Life.